# Cheilosia ranunculi
Cheilosia ranunculi es una especie de sírfido. Se distribuyen por Europa.